# Anastasio Alberto Ballestrero
Anastasio Alberto Ballestrero (Genova, 3 ottobre 1913 – Bocca di Magra, 21 giugno 1998) è stato un cardinale e arcivescovo cattolico italiano.

## Biografia
Nacque a Genova il 3 ottobre 1913, primo dei cinque figli di Giacomo Ballestrero e Antonietta Daffunchio.

### Formazione e ministero sacerdotale
Entrò nell'Ordine dei Carmelitani Scalzi. Il 6 giugno 1936 fu ordinato sacerdote. Partecipò al concilio Vaticano II in quanto superiore generale dei Carmelitani, incarico che ricoprì per 12 anni, dal 1955 al 1967.

### Ministero episcopale e cardinalato
Il 21 dicembre 1973 fu eletto arcivescovo di Bari e Canosa. Ricevette la consacrazione episcopale il 2 febbraio 1974.
Nel 1975 predicò gli esercizi spirituali a Paolo VI e alla Curia vaticana. Il 1º agosto 1977 fu chiamato a succedere al cardinal Michele Pellegrino e venne nominato arcivescovo di Torino. Papa Giovanni Paolo II lo elevò al rango di cardinale nel concistoro del 30 giugno 1979. Dal 1979 al 1985 fu presidente della Conferenza episcopale italiana. Il 5 febbraio 1980 ufficializzò la costituzione della Caritas diocesana torinese dopo un periodo sperimentale durante il quale era stata gestita dall'ingegner Giorgio Ceragioli.
In quell'occasione nominò direttore don Piero Giacobbo, il quale nel 1986 venne sostituito nella guida della Caritas da don Sergio Baravalle.
Le sue lettere pastorali, come pure i due convegni ecclesiali diocesani che si tennero durante il suo episcopato (Evangelizzazione e promozione umana e  Sulle strade della riconciliazione), ebbero una notevole influenza sul cammino della Chiesa torinese di quegli anni.
Il 14 novembre 1983, dopo la decisione dell'ex re d'Italia Umberto II di donarla alla Chiesa cattolica, fu nominato custode della Santa Sindone; in tale veste rese note le risultanze degli esami effettuati sulla reliquia con il metodo del carbonio-14.
Lasciò l'incarico di arcivescovo di Torino il 31 gennaio 1989. Morì a Bocca di Magra, nella casa di spiritualità carmelitana dove si era ritirato, il 21 giugno 1998 all'età di 84 anni. È sepolto nella cripta dell'eremo del Deserto di Varazze.
Nel febbraio 2014 la Conferenza episcopale del Piemonte ha deciso di iniziare l'iter per la causa di beatificazione.

## Genealogia episcopale e successione apostolica
La genealogia episcopale è:
- Cardinale Scipione Rebiba
- Cardinale Giulio Antonio Santori
- Cardinale Girolamo Bernerio, O.P.
- Arcivescovo Galeazzo Sanvitale
- Cardinale Ludovico Ludovisi
- Cardinale Luigi Caetani
- Cardinale Ulderico Carpegna
- Cardinale Paluzzo Paluzzi Altieri degli Albertoni
- Papa Benedetto XIII
- Papa Benedetto XIV
- Cardinale Enrico Enriquez
- Arcivescovo Manuel Quintano Bonifaz
- Cardinale Buenaventura Córdoba Espinosa de la Cerda
- Cardinale Giuseppe Maria Doria Pamphilj
- Papa Pio VIII
- Papa Pio IX
- Cardinale Alessandro Franchi
- Cardinale Giovanni Simeoni
- Cardinale Antonio Agliardi
- Cardinale Basilio Pompilj
- Cardinale Adeodato Piazza, O.C.D.
- Cardinale Sebastiano Baggio
- Cardinale Anastasio Alberto Ballestrero, O.C.D.

La successione apostolica è:
- Vescovo Vittorio Bernardetto (1978)
- Cardinale Severino Poletto (1980)
- Arcivescovo Benigno Luigi Papa, O.F.M.Cap. (1981)
- Vescovo Egidio Caporello (1982)
- Vescovo Fernando Charrier (1984)
- Vescovo Sebastiano Dho (1986)

## Opere
- Vivere in ossequio di Gesù. La regola del Carmelo, OCD, 2003.
- Beati quelli che ascoltano, Ancora, 2001.
- Silenzio e stupore. Brevi riflessioni spirituali, San Paolo Edizioni, 2000.
- La consacrazione, Piemme, 1998.
- Alla fonte del Carmelo. Commento alla regola «Primitiva» dell'Ordine della Beata Vergine Maria del monte Carmelo, SEI, 1996.
- Meditazione sulla pazienza, Piemme, 1996.
- Prima le radici, San Paolo Edizioni, 1996.